# ناتاشا ریچاردسون
ناتاشا جین ریچاردسون (انگلیسی: Natasha Jane Richardson؛ ‏۱۱ مه ۱۹۶۳ – ۱۸ مارس ۲۰۰۹) بازیگر تئاتر، سینما و تلویزیون اهل انگلستان بود. ریچاردسون دختر بازیگر ونسا ردگریو و کارگردان-تهیه‌کننده تونی ریچاردسون و نوه مایکل ردگریو و ریچل کمپسون بود.

## زندگی‌نامه
ناتاشا ریچاردسون در سال ۱۹۶۳ در یک خانواده هنری در لندن به دنیا آمد. پدر او تونی ریچاردسون سازنده فیلم برنده جایزه «تام جونز» بود که در در سال ۱۹۹۱ در سن ۶۳ سالگی درگذشت. علاوه بر مادر او، ونسا ردگریو و خاله او «لین ردگریو»، خواهر او «جولی ریچاردسون» نیز از بازیگران فیلم و تلویزیون به‌شمار می‌رود و پدربزرگ او مایکل ردگریو از معروف‌ترین بازیگران تئاترهای شکسپیر بود که در اغلب آثار این نمایشنامه‌نویس برجسته نقش مقابل لارنس اولیویه بازیگر قدیمی سینما و تئاتر را به عهده داشت.
او جزئی از خانواده ردگراو و نیز فرزند تونی ریچاردسون تهیه‌کننده سینما بود. وی در زندگی شخصی خود دو بار به ترتیب با رابرت فاکس تهیه‌کننده سینما و پس از آن با لیام نیسون بازیگر مشهور هالیوود ازدواج کرد.
در ۱۶ مارس ۲۰۰۹، ریچاردسون در حالی که در یک دوره آموزش اسکی مبتدی در مونت ترمبلانت، در حدود ۱۳۰ کیلومتر (۸۱ مایل) مونترآل حضور داشت، سقوط کرد از ناحیه سر آسیب دید. در ابتدا، وی از هرگونه کمک پزشکی امتناع ورزید اما حدود دو ساعت پس از حادثه از سردرد شدید شکایت کرد. دو روز بعد بر اثر خونریزی بین غشای خارجی سخت شامه مغز  و جمجمه در بیمارستان لنکس‌هیل نیویورک درگذشت.
ریچاردسون که مدتها سیگاری بود، اگرچه بنا به گزارش‌ها سیگار را ترک کرده بود، منتقد صریح ممنوعیت استعمال دخانیات در رستوران‌های شهر نیویورک بود.

## گزیده فیلمشناسی
از فیلم‌ها یا برنامه‌های تلویزیونی که وی در آن نقش داشته‌است می‌توان به آثار زیر اشاره کرد.

### سینمایی
- گوتیک (فیلم) (۱۹۸۶) در نقش مری شلی
- یک ماه در کشور (فیلم) (۱۹۸۷)
- پتی هرست (فیلم) (۱۹۸۸) در نقش پتی هرست
- مرد چاق و پسر کوچک (۱۹۸۹)
- سرگذشت ندیمه (۱۹۹۰)
- آسایش غریبه‌ها (۱۹۹۰)
- نیمه‌شب گذشته (۱۹۹۲)
- نل (۱۹۹۴)
- دام والدین (۱۹۹۸)
- دیوارهای چلسی (۲۰۰۱)
- مو خشک‌کن (۲۰۰۱)
- بیدار شدن در رنو (۲۰۰۲)
- خدمتکاری در منهتن (۲۰۰۲)
- کنتس سفید (۲۰۰۵)
- غروب (فیلم ۲۰۰۷) (۲۰۰۷)
- کودک وحشی (فیلم) (۲۰۰۸)

### تلویزیونی
- ماجراهای شرلوک هلمز (مجموعه تلویزیونی) (۱۹۸۵)
- اشباح (نمایش‌نامه) (۱۹۸۷)
- ناگهان تابستان گذشته (۱۹۹۳)

### نمایش
- مرغ دریایی (نمایش‌نامه) (۱۹۸۵)
- رؤیای شب نیمه تابستان (۱۹۸۵)
- هملت (۱۹۸۵)
- آنا کریستی (۱۹۹۳)
- اتوبوسی به نام هوس (۲۰۰۵)

## جوایز
- بهترین بازیگر نقش اول زن در فیلم موزیکال (۱۹۹۸) برای فیلم کاباره
- جایزه تونی برای بهترین بازیگر زن در یک نمایشنامه برای نمایش آنا کریستی